# Halowe Mistrzostwa Europy w Łucznictwie 1987
3. Halowe Mistrzostwa Europy w Łucznictwie odbyły się w dniach 7 - 8 lutego 1987 roku w Paryżu we Francji. 

## Reprezentacja Polski seniorów

### łuk klasyczny
- Krzysztof Kaleta
- Katarzyna Konczewska
- Lucyna Kubaczko
- Konrad Kwiecień
- Alicja Maciągowska
- Jerzy Pasterzak
- Beata Radoń
- Krzysztof Włosik

## Medaliści

### Seniorzy

#### Strzelanie z łuku klasycznego
| Konkurencja:           | Złoto:                                                           | Srebro:                                                         | Brąz:                                                         |
| indywidualnie kobiet   | Ludmiła Arszannikowa                                             | Lisa Andersson                                                  | Zebiniso Rustamowa                                            |
| indywidualnie mężczyzn | Igor Prokopiew                                                   | Manfred Barth                                                   | Marnix Vervinck                                               |
| drużynowo kobiet       | ZSRR · Ludmiła Arszannikowa · Zebiniso Rustamowa · Jelena Marfel | Francja · Nathalie Hibon · Marie-Josée Bazin · Cathérine Pellen | Szwecja · Lisa Andersson · Christa Bäckman · Nettan Andersson |
| drużynowo mężczyzn     | ZSRR · Igor Prokopiew · Boris Isaczenko · Władimir Jeszejew      | RFN · Manfred Barth · Andreas Lippoldt · Klaus Emmerich         | Francja · Bruno Felipe · Thierry Venant · Vincent Weis        |

## Klasyfikacja medalowa
| Lp. | Państwo | Złoto | Srebro | Brąz | Razem |
| 1.  | ZSRR    | 4     | 0      | 1    | 5     |
| 2.  | RFN     | 0     | 2      | 0    | 2     |
| 3.  | Francja | 0     | 1      | 1    | 2     |
| 3.  | Szwecja | 0     | 1      | 1    | 2     |
| 5.  | Belgia  | 0     | 0      | 1    | 1     |